# Wapen van Kameroen
Het wapen van Kameroen bestaat uit een schild met daarachter twee gekruiste fasces. Het schild is in de kleuren groen, rood en geel, de nationale kleuren van Kameroen. In het midden van het schild, op de rode achtergrond, staat een blauwe kaart van Kameroen met daarvoor de weegschaal van Justitia en daarboven de gele ster die ook in de vlag van Kameroen staat. De fasces zijn symbolen van de autoriteit van de republiek.
Boven het schild staat het nationale motto in het Frans (PAIX TRAVAIL PATRIE, "Vrede Arbeid Vaderland") en Engels (PEACE WORK FATHERLAND). Frans en Engels zijn de twee officiële talen van het land. Onder het schild staat de naam van het land in het Engels en Frans.